# Ulrich III de Carinthie
Ulrich III, né vers 1220 et mort le 27 octobre/27 décembre 1269 à Cividale, fut duc de Carinthie de 1257 à sa mort, le dernier souverain de la maison de Sponheim.

## Biographie
Ulrich est le fils aîné du duc Bernard de Carinthie et de Judith (Jutta), une fille du roi Ottokar Ier de Bohême. Avant la conclusion de son mariage en 1248, il séjourne en Moravie auprès de son cousin, le roi Venceslas Ier de Bohême, qui lui inféode la ville de Lundenburg (Břeclav). Il épouse alors Agnès d'Andechs (†1263), la fille du duc Othon Ier de Méranie et la veuve du duc Frédéric II d'Autriche, afin de renforcer ses « droits héréditaires » sur la marche de Carniole. 

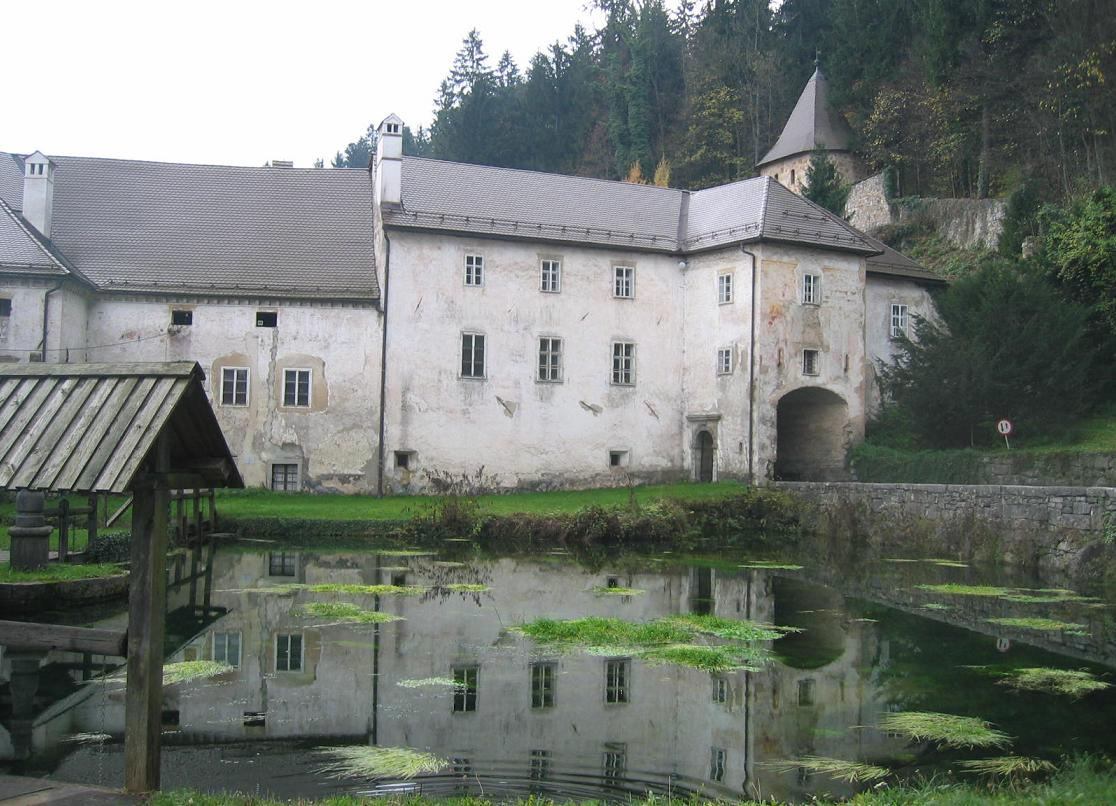
La chartreuse de Bistra.

En 1256 il succède à son père comme duc de Carinthie. Il promeut le développement des villes et fonde la chartreuse de Bistra (Freudenthal) près de Vrhnika en Carniole-Intérieure et pour les Chanoines réguliers de saint Augustin le monastère à Völkermarkt en Carinthie. En 1263 il contracte une nouvelle union avec une autre héritière destinée à conforter ses prétentions sur le duché d'Autriche avec Agnès de Bade, la fille de Gertrude d'Autriche et de Hermann VI de Bade-Bade.
Sans héritier survivants de ses deux mariages, Ulrich accorde le 4 décembre 1268 à Poděbrady l'expectative de sa succession à son petit-cousin le roi Ottokar II de Bohême. Après sa mort ce dernier n'a aucune peine à s'imposer contre Philippe de Sponheim, le frère cadet d'Ulrich III, ancien archevêque de Salzbourg (1247-1256) devenu patriarche d'Aquilée. La disparition d'Ulrich III marque la fin effective de la domination de la maison de Sponheim sur la Carinthie.

## Source
- (en) De Gruyter Dictionnary of German Biography K. G. Saur Verlag GmbH & Company - 2006, Volume 10 Thibaut-Zycha.
- (en) Ulrich III (1256-1269) sur le site Medieval Lands